# ساحة الكنيسة (البيضاء)
كنيسة البيضاء

كنيسة البيضاء عام 1940م

تقع عند المدخل الغربي لمدينة البيضاء ويرجع تأسيسها لبداية الاحتلال الإيطالي وكان أمامها ساحة كانت معروفة بالسابق بساحة الكنيسة وكان يقام بها الحفلات والأعياد مثل عيد لاستقلال وعيد الإسراء وقفلت عن قيام الثورة .